# Kelly Cheng
Kelly Marie Cheng, född Claes 18 september i 1995 i Placentia, USA, är en beachvolleyspelare.
Cheng har haft störst framgångar tillsammans med Sara Hughes. Med henne har hon tagit brons vid U19-VM 2013 och U21-VM 2014 och vunnit VM 2023. Förutom med Sara Hughes har hon även spelat med Sarah Sponcil (2018-2021) och Betsi Flint (2021-2022). Med Sara Sponcil deltog hon i OS 2020, där de åkte ur i åttondelsfinalen.